# Luta de cães

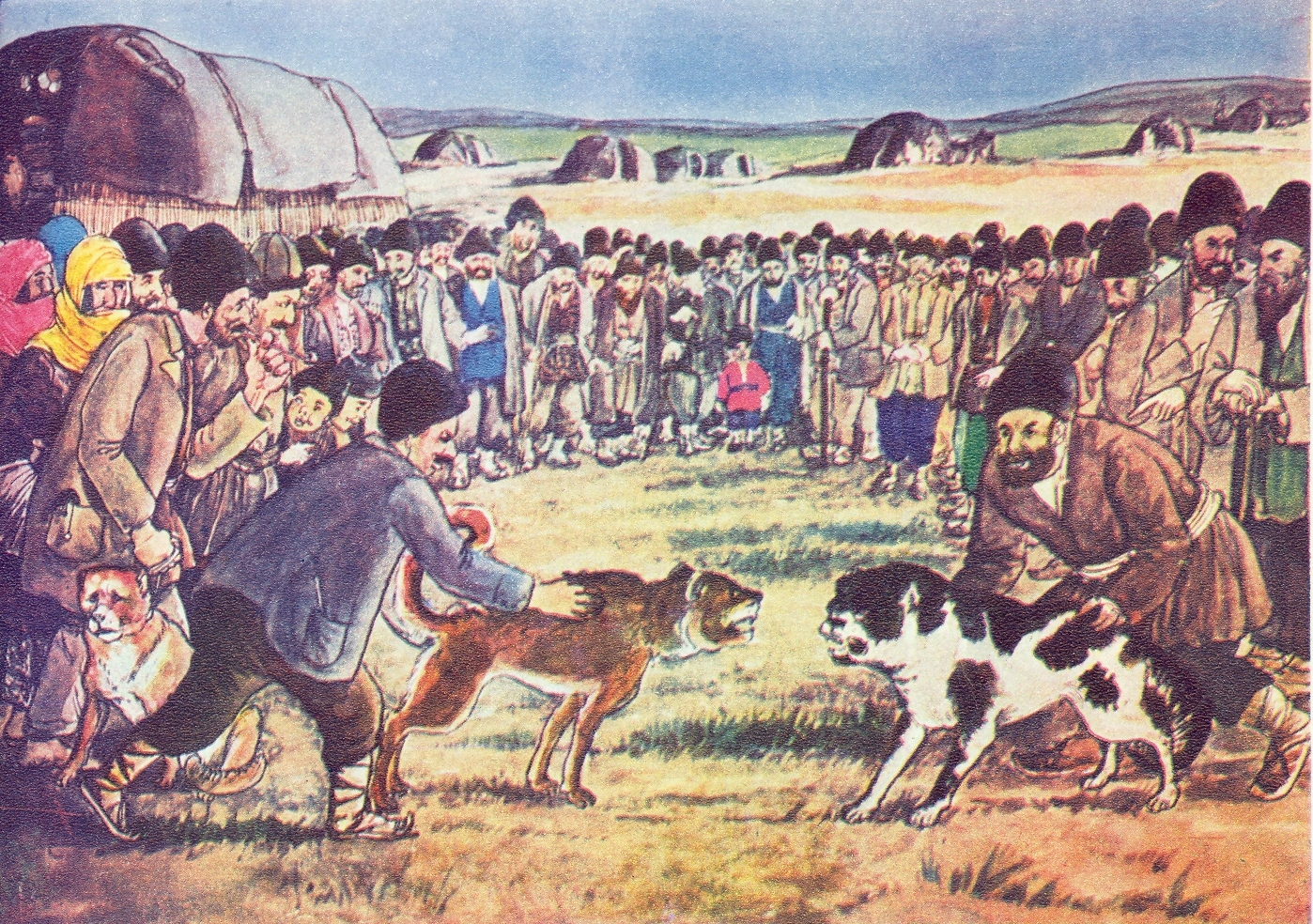
Luta de cães guardiões de gado. Ilustração de 1938 por Azim Azimzade

Luta de cães (em inglês:  Dog-baiting; ou Dog fighting), rinha de cães ou briga de cães, é uma luta entre cães especialmente criados ou treinados para tal. É um desporto sangrento milenar, hoje ilegal em muitos países do mundo.
É tido como entretenimento e gerador de lucros através de apostas, e, na Ásia central, como forma de testar cães guardiões de gado durante séculos. Os cães guardiões de gado são cães grandes do tipo mastim utilizados para proteger rebanhos de ovelhas contra ursos, lobos e outros predadores, e portanto precisam de coragem, habilidade e experiência para combatê-los, e a luta de cães foi uma forma adotada para testar e mostrar qual era o melhor cão da região, também com fins de seleção reprodutiva. Foi daí também que surgiu o corte de orelhas, uma prática secular ainda vista na sua forma mais primitiva hoje especialmente em raças de cães guardiões de gado do cáucaso, como o kangal e o gampr, que ainda são utilizados para proteger rebanhos e tem nisso uma vantagem anatômica contra predadores, juntamente com o uso de colares especiais de proteção (carlanca para mastins).
Em muitos países, assim como no Brasil, o desporto sangrento das lutas de cães é praticado de forma ilegal.

## História

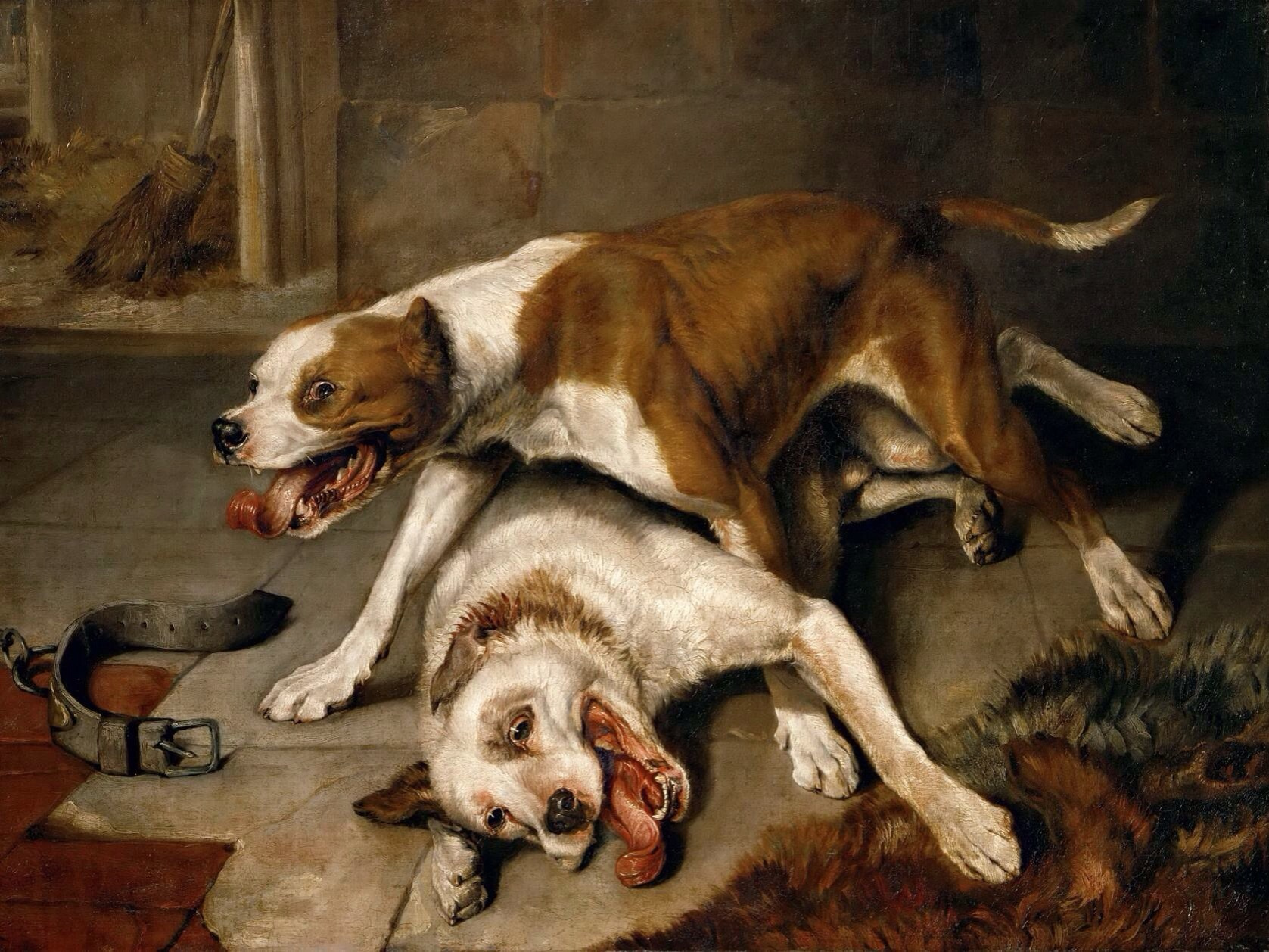
Fighting dogs, Edwin Henry Landseer, 1839, Inglaterra

Há séculos, desde que a criação de cães se tornou sistemática, a transformação dos cães em especialistas numa determinada tarefa sempre foi uma meta a ser atingida. A seleção de cães até meados do século passado sempre teve como propósito o emprego do cão de trabalho nas mais diversas funções, tais como cães pastores, guardas, caçadores dos mais diversos tipos, farejadores e, é claro, os cães de combate.
O uso de cães em desportos sangrentos é identificada pelo menos desde a Roma antiga, onde grandes cães eram postos em lutas contra diversos animais nos anfiteatros.

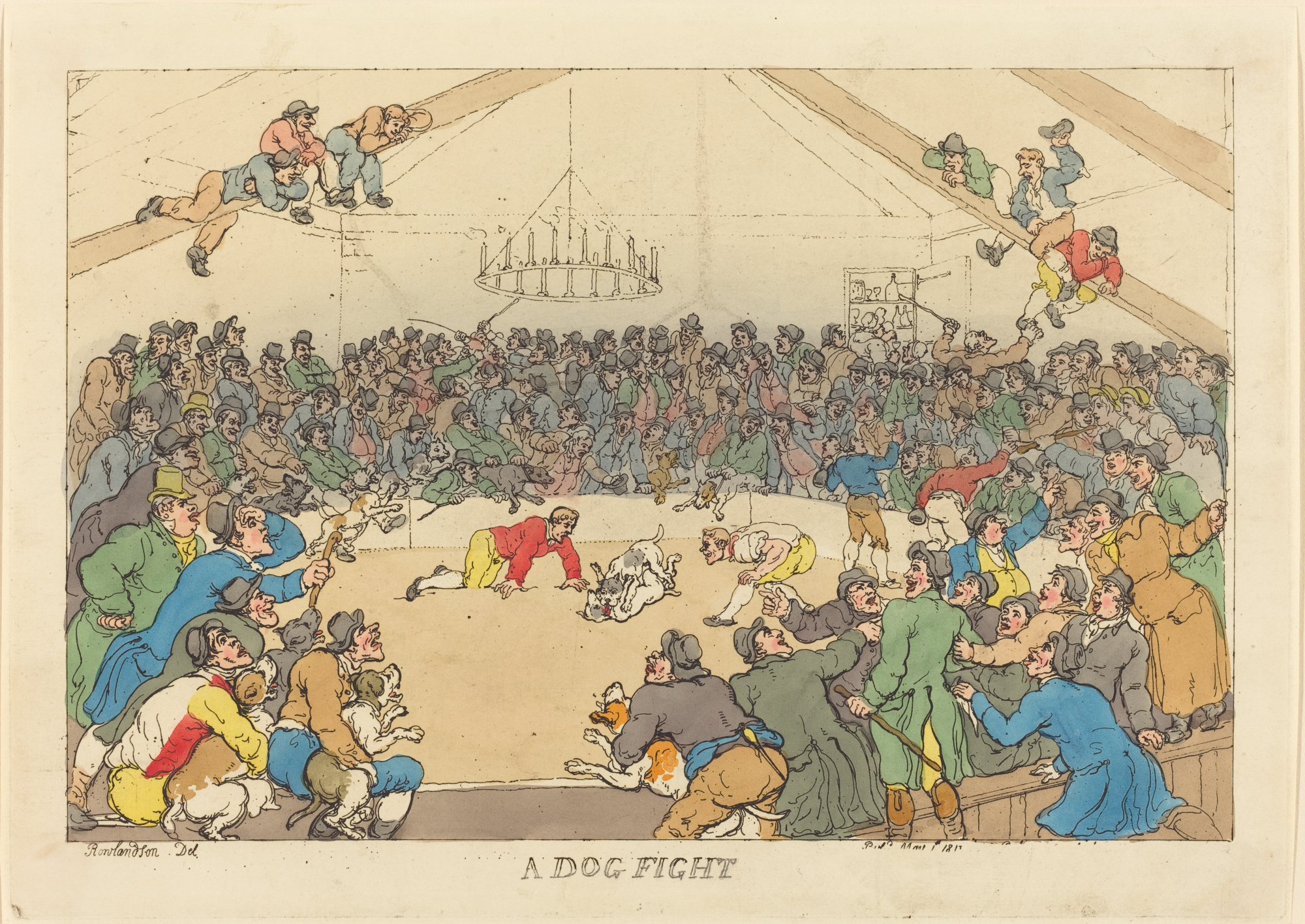
Uma luta de cães, por Thomas Rowlandson, 1811, Inglaterra

A luta entre cães existe há muitos séculos e foi originalmente popular em países asiáticos, onde primeiramente era realizada como meio de testar cães guardiões de rebanhos que precisavam enfrentar predadores, e posteriormente tornou-se meio de entretenimento.
O Chow chow, Guzui, Alabai e o Bully Kutta, são ótimos exemplos de raças asiáticas seculares que foram muito utilizadas nesta prática em suas origens.
Já na Europa, a luta de cães contra cães só veio alcançar enorme popularidade após o ano de 1835 na Inglaterra quando houve a proibição de desportes sangrentos seculares que envolviam cães com outros animais, como o desporto sangento Bull-baiting (prática que envolvia cães e touros). Com a proibição, criadores de cães (extinto Antigo Bulldog Inglês) utilizados no Bull-baiting, com a dificuldade de realizar secretamente um evento com touros, decidiram pelo combate de cães contra cães, que já existia, porém ainda não era tão popular quanto o Bull-baiting. Esta prática se tornou mais popular por toda a Europa e contribuiu para a criação de novas raças de cães especializadas para esta função. Alguns destes novos cães também foram levados com imigrantes para a América no século XIX, levando consigo também a prática e popularização da luta entre cães para novos países do continente posteriormente.

## Raças

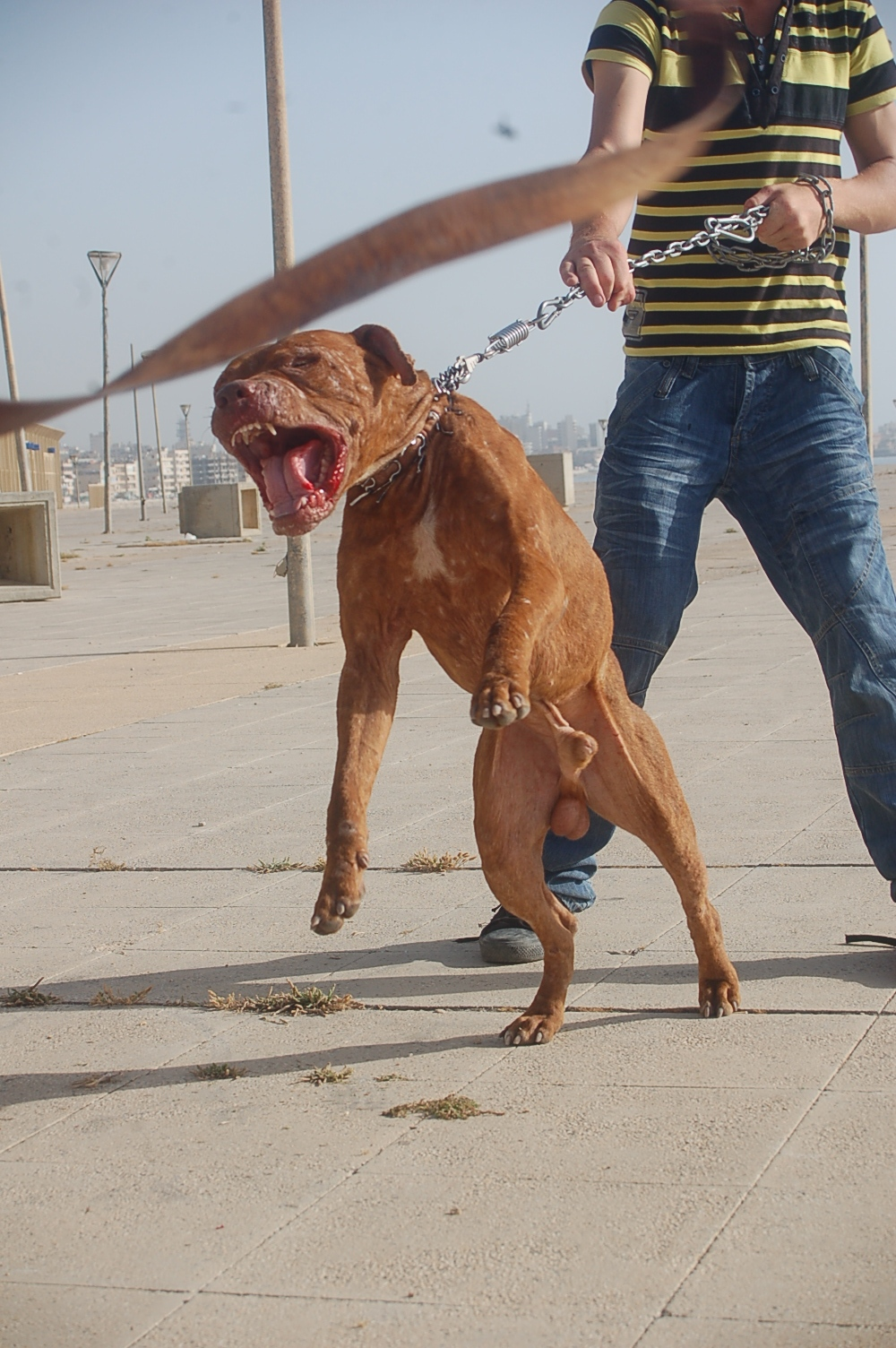
Cão da raça americana Pit Bull com cicatrizes de combate. Esta raça foi originalmente criada para a luta de cães, mas hoje pode desempenhar outras atividades lícitas

Muitas raças foram utilizadas na prática de combate entre cães. Hoje, ainda que de forma ilegal, existem raças mais comumente utilizadas, apesar de haverem casos em que indivíduos de temperamento ímpar sem distinção de raça são utilizados. Algumas das raças que foram ou ainda são utilizadas, em ordem alfabética, algumas extintas, são:
- Alabai
- American pit bull terrier
- Akita inu
- Blue Paul Terrier
- Boston terrier
- Bull-and-terrier
- Bully kutta
- Ca de bou
- Cão lutador da córdoba
- Chow chow
- Dogo argentino
- Dogo cubano
- Lutador de Brindisi
- Gull dong
- Gull terr
- Guzui
- Staffordshire Bull Terrier
- Tosa inu

## Legalidade por região

Leis sobre brigas de cães (criação, organização e atendimento).
Proibição nacional de brigas de cães
Algumas proibições subnacionais de brigas de cães
Brigas de cães legal
Sem dados

### Brasil
No Brasil, a Lei de Crimes Ambientais (9.605/98) proíbe a rinha de cães e outros animais.
A rinha de cães se popularizou ilegalmente no Brasil no final do século XX, tendo em vista que a rinha de galos já era algo muito popular desde muito tempo. É de conhecimento que ainda hoje, mesmo em menor número, cães são ilegalmente colocados para lutar dentro de ringues chamados de pits ou quadrados, simbolizados por um quadrado ou "4x4", com medidas padronizadas, muitas vezes seguindo alguma versão das Cajun rules.
Em dezembro de 2019, ocorreu um fato de maior repercussão, onde investigações iniciadas em Curitiba e São José dos Pinhais com um treinador de pit bulls de combate, levaram a Polícia Civil de São Paulo a encontrar uma rinha de cães em Mairiporã onde prendeu 41 pessoas, entre eles: cinco estrangeiros que tiveram os passaportes apreendidos (um americano, dois peruanos e dois mexicanos), um policial militar, um veterinário e um médico de Goiás que, segundo a polícia, reanimava os cães para continuarem a brigar, foram encontrados dezenove cães da raça pit bull, alguns dos quais não resistiram e morreram. A justiça soltou 40 dos 41 presos, somente o organizador ficou preso; um peruano preso na ação teve a prisão transformada em preventiva. Mais tarde, descobriu-se que o peruano mantinha mais de 30 animais em uma chácara em Itu, interior de São Paulo. Os detidos foram autuados pelos crimes de maus tratos a animais, resistência e contravenção penal de aposta em jogo de azar e permaneceram à disposição da Justiça.